# Hydroptila ruffoi
Hydroptila ruffoi är en nattsländeart som beskrevs av Moretti 1981. Hydroptila ruffoi ingår i släktet Hydroptila och familjen smånattsländor. Inga underarter finns listade i Catalogue of Life.